# Кубок Президента ОАЕ з футболу 2019—2020
Кубок Президента ОАЕ з футболу 2019—2020 — розіграш кубкового футбольного турніру в ОАЕ. Титул володаря кубка захищав Шабаб Аль-Аглі. У зв'язку з Пандемією COVID-19 Футбольна асоціація ОАЕ вирішила припинити проведення турніру. Переможця визначено не було.

## Календар
| Раунд         | Дата                        | Матчі | Клуби   |
| ------------- | --------------------------- | ----- | ------- |
| Груповий етап | 27 вересня - 26 жовтня 2019 | 25    | 27 → 16 |
| 1/8 фіналу    | 23-24 грудня 2019           | 8     | 16 → 8  |
| 1/4 фіналу    | 21-22 лютого 2020           | 4     | 8 → 4   |
| 1/2 фіналу    | 10 березня 2020             | 2     | 4 → 2   |
| Фінал         |                             | 1     | 2 → 1   |

## 1/8 фіналу
| Команда 1            | Рахунок      | Команда 2      |
| -------------------- | ------------ | -------------- |
| 23 грудня 2019       |              |                |
| Дібба Аль-Хісн (2)   | 0:2          | Аль-Айн        |
| Баніяс               | 1:0          | Фуджайра       |
| Шарджа               | 1:1 пен. 4:3 | Хатта          |
| Аджман               | 0:0 пен. 8:9 | Аль-Зафра      |
| 24 грудня 2019       |              |                |
| Аль-Іттіхад (Кальба) | 4:2          | Аль-Батаех (2) |
| Ан-Наср              | 1:2          | Шабаб Аль-Аглі |
| Аль-Джазіра          | 3:2          | Аль-Вахда      |
| Аль-Васл             | 1:0          | Хаур-Факкан    |

## 1/4 фіналу
| Команда 1            | Рахунок | Команда 2      |
| -------------------- | ------- | -------------- |
| 21 лютого 2020       |         |                |
| Баніяс               | 1:0     | Шабаб Аль-Аглі |
| Аль-Зафра            | 2:1     | Аль-Джазіра    |
| 22 лютого 2020       |         |                |
| Аль-Іттіхад (Кальба) | 0:2     | Шарджа         |
| Аль-Айн              | 6:5     | Аль-Васл       |

## 1/2 фіналу
| Команда 1       | Рахунок | Команда 2 |
| --------------- | ------- | --------- |
| 10 березня 2020 |         |           |
| Баніяс          | 0:1 дч  | Аль-Зафра |
| Шарджа          | 2:3     | Аль-Айн   |